# هكتيوس الملطي
هكتيوس الملطي هو مؤرخ يوناني، من أهل القرن السادس قبل الميلاد (550 – 476  ق.م)، يُنسب إلى مدينة ملطية في الأناضول. ركز في كتاباته، التي لم تصلنا كاملة، على الجغرافية التاريخية أو الوصف الجغرافي.

## روابط خارجية
- هكتيوس الملطي على موقع الموسوعة البريطانية (الإنجليزية)
- هكتيوس الملطي على موقع إن إن دي بي (الإنجليزية)